# Bom Sucesso (Parana)
Bom Sucesso – miasto i gmina w Brazylii, w stanie Parana. Znajduje się w mezoregionie Norte Central Paranaense i mikroregionie Faxinal.